# (2291) Kevo
(2291) Kevo es un asteroide perteneciente al cinturón de asteroides descubierto el 19 de marzo de 1941 por Liisi Oterma desde el observatorio de Iso-Heikkilä en Turku, Finlandia.
Está nombrado por Kevo, ubicación del Instituto de Investigación Subártica.